# ソビエト連邦の国章
ソビエト連邦の国章（ソビエトれんぽうのこくしょう、Государственный герб СССР）は、「地球の上に鎌と槌」を描き、これをコムギの穂のリースで囲んだ国章である。
1923年に制定され、1991年のソビエト連邦の崩壊まで使用された。この国章は、紋章学の体系に沿って作られていないため、紋章であるというよりエンブレムという方が正確である（ロシアの伝統的な紋章制定に使われた体系は、ロシア語で「ゲルブ」（герб）と呼ばれる。）

## 変遷
ソビエト連邦の国章は、連邦を構成する共和国の数が大きく変わるたびに変更を繰り返した。

### 1923年から1936年

1923年から1936年までのソビエト連邦の国章

ロシア革命後も双頭の鷲が使われていたが、ソビエト連邦建国の際に反動的ということで変更をすることになった。
最初の国章案は1923年7月6日、ソビエト連邦中央執行委員会の第二回会合で赤地に国章が配置された最初のソビエト連邦の国旗とともに了承された。同年9月22日に最終案が作成され、憲法草案の条項に載せるため、さらに手直しされた。
この案は翌1924年に成立した憲法では次のようになっている。

### 1936年から1946年

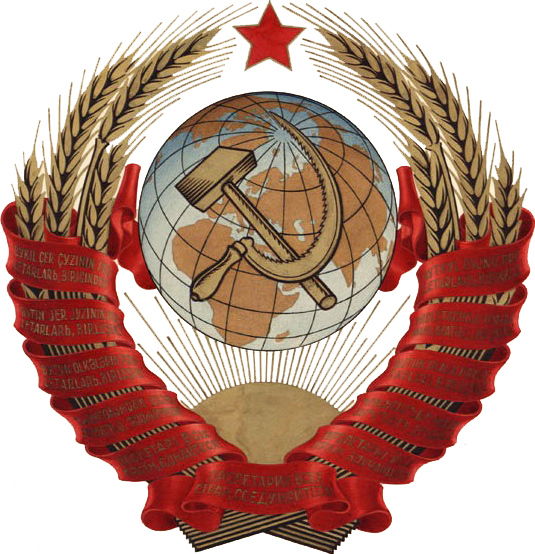
1936年から1946年までのソビエト連邦の国章

1936年のソビエト連邦憲法ではザカフカース連邦共和国の解体に伴うアゼルバイジャン共和国、アルメニア共和国、グルジア共和国の新設や、ロシア連邦共和国から中央アジア部分を分割したことにより、連邦構成共和国は11カ国に増えることになっていた。このため、国章も新しくされた。大きく変更された点は、リボンの上の「万国の労働者、団結せよ!」の文言が新たにアゼルバイジャン語、トルクメン語、ウズベク語、タジク語、カザフ語、キルギス語（文言はラテン文字）を加えた11の言語で書かれるようになったことである。

### 1946年から1956年

1946年から1956年までのソビエト連邦の国章

第二次世界大戦の初期、独ソ戦（「大祖国戦争」）が始まる前の1940年、ソビエト連邦は独ソ不可侵条約、ポーランド侵攻、バルト諸国占領、ベッサラビア進駐などを通じて西に大きく領土を広げており、連邦構成共和国は16カ国に増えた。しかし国章がこの変化を反映したのは戦後の1946年になってからである。
ソビエト連邦最高会議幹部会の決定による1946年6月26日の決定では、全16カ国の構成共和国が国章の中に象徴されることとなった。「万国の労働者、団結せよ!」は、新たにエストニア語、ラトビア語、リトアニア語、モルドバ語、フィンランド語を加えた16の言語で書かれることになった。また、アゼルバイジャン語、トルクメン語、ウズベク語、タジク語、カザフ語、キルギス語の文言はラテン文字からキリル文字への切り替えに伴い、新たに書き直された。

### 1956年から1991年
1956年、カレロ＝フィン共和国はカレリア自治共和国（現在のカレリア共和国）へと降格し、直ちに国章にも変更が行われた。1956年9月12日のソビエト連邦最高会議幹部会の決定では、フィンランド語で「万国の労働者、団結せよ!」を書いたリボンは取り除かれることとなった。
また、1958年4月1日のソビエト連邦最高会議幹部会の決定では、ベラルーシ語による表記に若干の変更が行われ、これが1991年まで使われることとなる。

## 諸外国への影響

### ソ連構成国
ソビエト連邦構成共和国や自治共和国もそれぞれの国章を制定したが、ソビエト連邦の国章に大きく刺激されたほとんど同じ図柄だった。
1991年のソビエト連邦の崩壊後、かつてのソビエト連邦構成共和国の国章はそのほとんどがソ連時代のものとは全く異なるデザインの国章を採用している。
独立後の国章の制定においては、ソ連併合以前の国章を復活させる（エストニア、ラトビア、リトアニア）、ロシア革命から内戦期に樹立された短命の独立国家の国章を採用する（ウクライナ、独立直後のベラルーシ、アルメニア、ジョージア（グルジア）、アゼルバイジャン）、ロシア革命前の国章をベースとした新国章を制定する（ロシア連邦）、民族の伝統にのっとった新国章を制定する（モルドバ）などの方法が取られた。
唯一の例外はベラルーシ（白ロシア）で、独立直後はベラルーシ人民共和国（1918年 - 1919年）で採用されていた国章を使用していたが、1995年にアレクサンドル・ルカシェンコが大統領に就任してからは、白ロシアSSRの国章に若干の変更がなされた国章が採用された。

### 構成共和国の国章
| ソビエト社会主義共和国                   | 国章 | 国章の構成物                         | 国章の構成物                                                                                 | 現在の国章             |
| ---------------------------------------- | ---- | ------------------------------------ | -------------------------------------------------------------------------------------------- | ---------------------- |
| アゼルバイジャン・ソビエト社会主義共和国 |      | 植物                                 | 綿花と小麦                                                                                   | アゼルバイジャンの国章 |
| アゼルバイジャン・ソビエト社会主義共和国 | 背景 | 太陽                                 |                                                                                              | アゼルバイジャンの国章 |
| アゼルバイジャン・ソビエト社会主義共和国 | 産業 | 鎌と槌、油井                         |                                                                                              | アゼルバイジャンの国章 |
| アゼルバイジャン・ソビエト社会主義共和国 | 装飾 | 赤いリボン、赤い星                   |                                                                                              | アゼルバイジャンの国章 |
| アルメニア・ソビエト社会主義共和国       |      | 植物                                 | 小麦と葡萄                                                                                   | アルメニアの国章       |
| アルメニア・ソビエト社会主義共和国       | 背景 | アララト山                           |                                                                                              | アルメニアの国章       |
| アルメニア・ソビエト社会主義共和国       | 産業 | 鎌と槌                               |                                                                                              | アルメニアの国章       |
| アルメニア・ソビエト社会主義共和国       | 装飾 | 赤いリボン、赤い星が光を放射している |                                                                                              | アルメニアの国章       |
| ウクライナ・ソビエト社会主義共和国       |      | 植物                                 | 小麦                                                                                         | ウクライナの国章       |
| ウクライナ・ソビエト社会主義共和国       | 背景 | 太陽                                 |                                                                                              | ウクライナの国章       |
| ウクライナ・ソビエト社会主義共和国       | 産業 | 鎌と槌                               |                                                                                              | ウクライナの国章       |
| ウクライナ・ソビエト社会主義共和国       | 装飾 | 赤いリボン、赤い星                   |                                                                                              | ウクライナの国章       |
| ウズベク・ソビエト社会主義共和国         |      | 植物                                 | 左側に綿花、右側に小麦                                                                       | ウズベキスタンの国章   |
| ウズベク・ソビエト社会主義共和国         | 背景 | 太陽と地球                           |                                                                                              | ウズベキスタンの国章   |
| ウズベク・ソビエト社会主義共和国         | 産業 | 鎌と槌                               |                                                                                              | ウズベキスタンの国章   |
| ウズベク・ソビエト社会主義共和国         | 装飾 | 赤いリボン、赤い星                   |                                                                                              | ウズベキスタンの国章   |
| エストニア・ソビエト社会主義共和国       |      | 植物                                 | 左側に松の枝、右側に麦の束                                                                   | エストニアの国章       |
| エストニア・ソビエト社会主義共和国       | 背景 | 太陽                                 |                                                                                              | エストニアの国章       |
| エストニア・ソビエト社会主義共和国       | 産業 | 鎌と槌                               |                                                                                              | エストニアの国章       |
| エストニア・ソビエト社会主義共和国       | 装飾 | 赤いリボン、赤い星                   |                                                                                              | エストニアの国章       |
| カザフ・ソビエト社会主義共和国           |      | 植物                                 | 小麦                                                                                         | カザフスタンの国章     |
| カザフ・ソビエト社会主義共和国           | 背景 | 太陽                                 |                                                                                              | カザフスタンの国章     |
| カザフ・ソビエト社会主義共和国           | 産業 | 鎌と槌                               |                                                                                              | カザフスタンの国章     |
| カザフ・ソビエト社会主義共和国           | 装飾 | 赤いリボン、赤い星                   |                                                                                              | カザフスタンの国章     |
| キルギス・ソビエト社会主義共和国         |      | 植物                                 | 左側に綿花の枝、右側に麦の束                                                                 | キルギスの国章         |
| キルギス・ソビエト社会主義共和国         | 背景 | 自然の景観、太陽                     |                                                                                              | キルギスの国章         |
| キルギス・ソビエト社会主義共和国         | 産業 | 鎌と槌                               |                                                                                              | キルギスの国章         |
| キルギス・ソビエト社会主義共和国         | 装飾 | 赤いリボン、赤い星                   |                                                                                              | キルギスの国章         |
| グルジア・ソビエト社会主義共和国         |      | 植物                                 | 葡萄と小麦                                                                                   | ジョージアの国章       |
| グルジア・ソビエト社会主義共和国         | 背景 | コーカサス山脈                       |                                                                                              | ジョージアの国章       |
| グルジア・ソビエト社会主義共和国         | 産業 | 鎌と槌                               |                                                                                              | ジョージアの国章       |
| グルジア・ソビエト社会主義共和国         | 装飾 | 唐草模様、太陽に赤い星               |                                                                                              | ジョージアの国章       |
| タジク・ソビエト社会主義共和国           |      | 植物                                 | 左側に綿花の枝、右側に麦の束                                                                 | タジキスタンの国章     |
| タジク・ソビエト社会主義共和国           | 背景 | 太陽、赤い星                         |                                                                                              | タジキスタンの国章     |
| タジク・ソビエト社会主義共和国           | 産業 | 鎌と槌                               |                                                                                              | タジキスタンの国章     |
| タジク・ソビエト社会主義共和国           | 装飾 | 赤いリボン                           |                                                                                              | タジキスタンの国章     |
| トルクメン・ソビエト社会主義共和国       |      | 植物                                 | 綿花と小麦、葡萄                                                                             | トルクメニスタンの国章 |
| トルクメン・ソビエト社会主義共和国       | 背景 | 太陽                                 |                                                                                              | トルクメニスタンの国章 |
| トルクメン・ソビエト社会主義共和国       | 産業 | 鎌と槌、 石油リグ                    |                                                                                              | トルクメニスタンの国章 |
| トルクメン・ソビエト社会主義共和国       | 装飾 | 赤いリボン、赤い星、絨毯模様         |                                                                                              | トルクメニスタンの国章 |
| モルダビア・ソビエト社会主義共和国       |      | 植物                                 | トウモロコシ（玉蜀黍）、ジャガイモ（馬鈴薯）、コムギ（小麦）、リンゴ（林檎）、ブドウ（葡萄） | モルドバの国章         |
| モルダビア・ソビエト社会主義共和国       | 背景 | 太陽                                 |                                                                                              | モルドバの国章         |
| モルダビア・ソビエト社会主義共和国       | 産業 | 鎌と槌                               |                                                                                              | モルドバの国章         |
| モルダビア・ソビエト社会主義共和国       | 装飾 | 赤いリボン、赤い星                   |                                                                                              | モルドバの国章         |
| 白ロシア・ソビエト社会主義共和国         |      | 植物                                 | トウモロコシ、アマ（亜麻）、コムギ（小麦）                                                   | ベラルーシの国章       |
| 白ロシア・ソビエト社会主義共和国         | 背景 | 太陽と地球                           |                                                                                              | ベラルーシの国章       |
| 白ロシア・ソビエト社会主義共和国         | 産業 | 鎌と槌                               |                                                                                              | ベラルーシの国章       |
| 白ロシア・ソビエト社会主義共和国         | 装飾 | 赤いリボン、赤い星                   |                                                                                              | ベラルーシの国章       |
| ラトビア・ソビエト社会主義共和国         |      | 植物                                 | 小麦                                                                                         | ラトビアの国章         |
| ラトビア・ソビエト社会主義共和国         | 背景 | 海からの日の出                       |                                                                                              | ラトビアの国章         |
| ラトビア・ソビエト社会主義共和国         | 産業 | 鎌と槌                               |                                                                                              | ラトビアの国章         |
| ラトビア・ソビエト社会主義共和国         | 装飾 | 赤いリボン、赤い星                   |                                                                                              | ラトビアの国章         |
| リトアニア・ソビエト社会主義共和国       |      | 植物                                 | 楢と小麦                                                                                     | リトアニアの国章       |
| リトアニア・ソビエト社会主義共和国       | 背景 | 太陽                                 |                                                                                              | リトアニアの国章       |
| リトアニア・ソビエト社会主義共和国       | 産業 | 鎌と槌                               |                                                                                              | リトアニアの国章       |
| リトアニア・ソビエト社会主義共和国       | 装飾 | 赤いリボン、赤い星                   |                                                                                              | リトアニアの国章       |
| ロシア・ソビエト連邦社会主義共和国       |      | 植物                                 | 小麦                                                                                         | ロシアの国章           |
| ロシア・ソビエト連邦社会主義共和国       | 背景 | 太陽                                 |                                                                                              | ロシアの国章           |
| ロシア・ソビエト連邦社会主義共和国       | 産業 | 鎌と槌                               |                                                                                              | ロシアの国章           |
| ロシア・ソビエト連邦社会主義共和国       | 装飾 | 赤いリボン、赤い星                   |                                                                                              | ロシアの国章           |

### 東ヨーロッパ
世界の共産党国家の国章にも大きな影響を与えている。
東欧だけでもドイツ民主共和国（東ドイツ）、ハンガリー人民共和国、ルーマニア社会主義共和国、ブルガリア人民共和国、アルバニア社会主義人民共和国、ユーゴスラビア社会主義連邦共和国の国章は「頂点に赤い星（東ドイツを除く）、中央にある国の象徴を円ないし楕円状に麦穂が囲み、麦穂の根元にリボン（色は国ごとに異なる）が取り巻く 」基本的デザインがソビエト連邦の国章と共通している。
また、ドイツ民主共和国、ハンガリー人民共和国、ルーマニア社会主義共和国、ブルガリア人民共和国の国旗は、従来の国旗 にソビエト式の国章を配置したデザインであった。
このため、1956年のハンガリー動乱や1989年のルーマニア革命や1990年ドイツ再統一などでは、国旗の中心部に組み込まれている共産主義の国章を切り取ることで、反ソビエトや民主主義の意思を示す例もあった。
東欧諸国の国章も、1989年の東欧革命に伴い、その多くが共産化前の国章をベースに修正を加えた新国章に変更されたが、この時に共産党時代の「赤い星」や「鎌と槌」が削除された。

## ギャラリー

1923年-1936年の国章
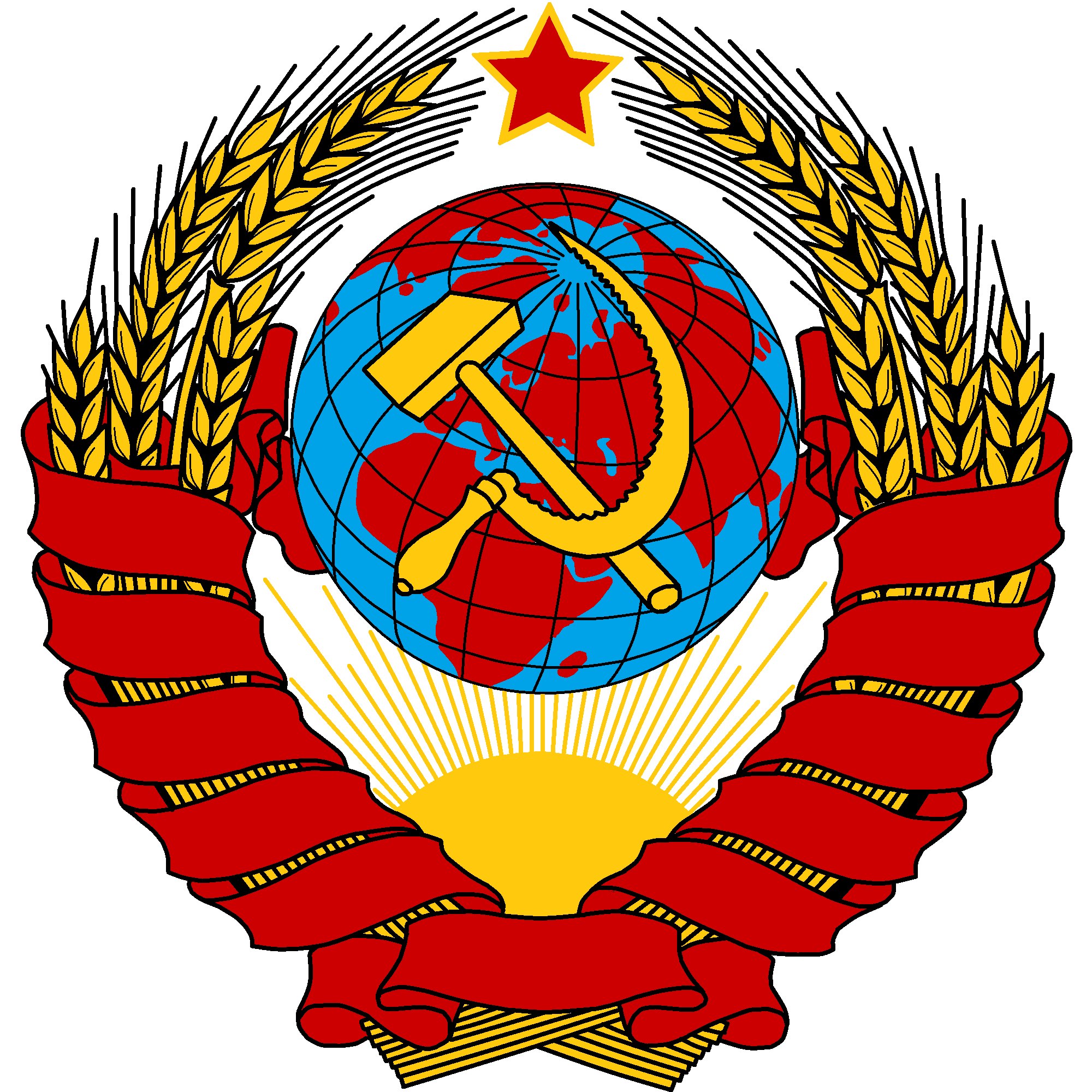
1936年の国章
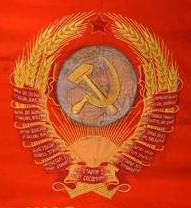
1936年-1946年の国章
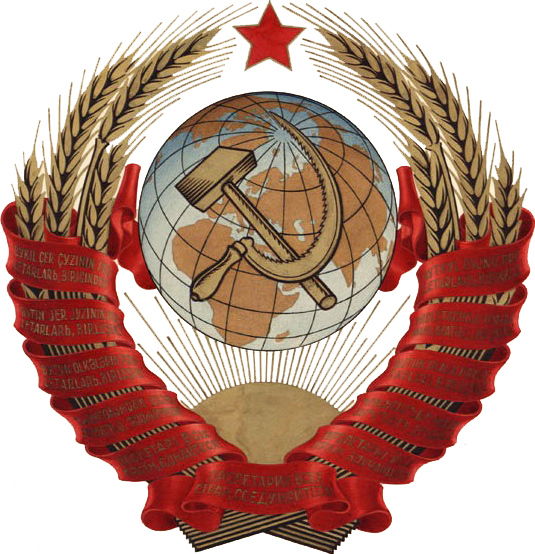
1936年-1946年の国章
1946年-1956年の国章
1956年―1991年の国章